# Aiko Hayashi
Aiko Hayashi (林 愛子?, Hayashi Aiko; Nagano, 17 novembre 1993) è una sincronetta giapponese, vincitrice della medaglia di bronzo nella gara a squadre a Rio de Janeiro 2016.
In carriera vanta anche tre bronzi mondiali, quattro argenti ai Giochi asiatici e due argenti alle Universiadi.

## Palmarès
- Giochi olimpici

Rio de Janeiro 2016: bronzo nella gara a squadre.
- Mondiali

Kazan 2015: bronzo nella gara programma libero a squadre e nel programma libero combinato a squadre.
- Campionati asiatici di nuoto

Tokyo 2016: oro nel programma tecnico a squadre, nel programma libero a squadre, nel programma libero combinato a squadre e nel programma highlight.